# Neopanorpa mutabilis
Neopanorpa mutabilis är en näbbsländeart som beskrevs av Cheng 1957. Neopanorpa mutabilis ingår i släktet Neopanorpa och familjen skorpionsländor. Inga underarter finns listade i Catalogue of Life.